# Ère Ninna
L'ère Ninna (仁和) est une des ères du Japon (年号, nengō, lit. « nom de l'année ») après l'ère Gangyō et avant l'ère Kanpyō. Cette ère couvre la période allant des mois de février 885 au mois d'avril 889. Les empereurs régnants sont Kōkō-tennō (光孝天皇) et Uda-tennō (宇多天皇).

## Changement d'ère
- 20 janvier 885 Ninna gannen (仁和元年?) : Le nom de la nouvelle ère est créé pour marquer un événement ou une série d'événements. L'ère précédente se termine là où commence la nouvelle, en Gangyō 9, le 21e jour du 2e mois de 885[3].

## Événements de l'ère Ninna
- 11 janvier 887 (Ninna 2, 14e jour du 12e mois) : Kōkō voyage à Seri-gawa pour chasser au faucon. Il apprécie beaucoup ce genre de chasse et consacre souvent de son temps pour se livrer à cette activité[4].
- 17 septembre 887 (Ninna 3, 26e jour du 8e mois) : Kōkō meurt à l'âge de 57 ans[5]. Le troisième fils de Kōkō reçoit la succession (senso). Peu après, l'empereur Uda accède formellement au trône (sokui)[6].
- 12 mai 887 (Ninna 3, 17e jour du 11e mois) : Mototsune demande à Uda la permission de quitter sa charge mais l'empereur lui aurait répondu, « Ma jeunesse limite mes capacités à gouverner et si vous cessez de m'offrir vos bon conseil, je serai obligé d'abdiquer et de me retirer dans un monastère ». Mototsune continue donc de servir le nouvel empereur en tant que régent kampaku[7].
- 887 (Ninna 4, 8e mois) : La construction du temple bouddhiste de Ninna-ji (仁和寺?) est achevée et un ancien disciple de Kōbō-daishi y est installé comme nouvel abbé[7].

| Ninna     | 1re | 2e  | 3e  | 4e  | 5e  |
| Grégorien | 885 | 886 | 887 | 888 | 889 |